# Михед Андрій Федорович
Андрій Федорович Михед (1900, м. Носівка Чернігівської обл.) – бандурист. 

## Життєпис
Народився в сім’ї робітника носівського цукрозаводу.
В 1916 закінчив Ніжинське технічне училище і був відправлений на фронт будувати мости. Після демобілізації працював на цукрозаводі. Брав участь в будівництві інших цукрозаводів. 
З 1931 жив в м. Воронежі, де брав участь в будівництві заводу синтетичного каучуку ім. С.М.Кірова, працював на заводі і разом з батьком Федотом Федоровичем та братами Іваном, Михайлом та Степаном, а також мамою, сестрою, дружиною та дружинами братів утворив родинний ансамбль пісні та танцю. 
В 1938  родинний ансамбль успішно виступав в м. Ярославлі на Всесоюзному огляді і був премійований бандурами. Брати навчились грати на бандурах у М. П. Полотая і з цього часу стали виступати також як бандуристи. 
З 1941 по 1945 працював на авіаційному заводі в м. Куйбишеві і виступав з братами в клубі заводу, виїжджали у військові частини. 
З 1948 знову працював на відбудові і пуску заводу синтетичного каучуку у Воронежі і до 1950 разом з братами брав участь в родинному квартеті, а згодом і тріо бандуристів. 
В репертуарі родинного ансамблю бандуристів було багато українських та російських народних пісень, пісень на слова Т.Г.Шевченка, творів радянських композиторів. Пенсіонер, жив у Воронежі.